# 平野東
平野東（ひらのひがし）は、大阪府大阪市平野区にある町名。現行行政地名は平野東一丁目から平野東四丁目。

## 地理
平野区の中央部に位置し、南に平野南、北に平野市町、西に平野本町、北東に加美西、南東に八尾市と接している。

### 河川
- 平野川

## 歴史

### 沿革
1974年（昭和49年）、大阪市東住吉区平野新町1 - 6丁目・平野本町1 - 6丁目・平野京町1 - 6丁目・加美南陽町・平野三十歩町1 - 3丁目・平野政所町1 - 5丁目・平野梅ケ枝町1 - 6丁目・平野野堂町・平野田畑町・平野西之町・平野流町の各一部より、平野区平野東1 - 4丁目成立。

## 世帯数と人口
2024年（令和6年）9月30日現在（大阪市発表）の世帯数と人口は以下の通りである。
| 丁目         | 世帯数    | 人口    |
| ------------ | --------- | ------- |
| 平野東一丁目 | 706世帯   | 1,364人 |
| 平野東二丁目 | 503世帯   | 941人   |
| 平野東三丁目 | 451世帯   | 865人   |
| 平野東四丁目 | 545世帯   | 981人   |
| 計           | 2,205世帯 | 4,151人 |

### 人口の変遷
国勢調査による人口の推移。
| 1995年（平成7年）  | 3,603人 | [ 6 ]  |  |
| 2000年（平成12年） | 3,521人 | [ 7 ]  |  |
| 2005年（平成17年） | 3,732人 | [ 8 ]  |  |
| 2010年（平成22年） | 4,050人 | [ 9 ]  |  |
| 2015年（平成27年） | 4,067人 | [ 10 ] |  |
| 2020年（令和2年）  | 4,076人 | [ 11 ] |  |

### 世帯数の変遷
国勢調査による世帯数の推移。
| 1995年（平成7年）  | 1,367世帯 | [ 6 ]  |  |
| 2000年（平成12年） | 1,347世帯 | [ 7 ]  |  |
| 2005年（平成17年） | 1,531世帯 | [ 8 ]  |  |
| 2010年（平成22年） | 1,673世帯 | [ 9 ]  |  |
| 2015年（平成27年） | 1,755世帯 | [ 10 ] |  |
| 2020年（令和2年）  | 1,827世帯 | [ 11 ] |  |

## 学区
市立小・中学校に通う場合、学区は以下の通りとなる。なお、小学校・中学校入学時に学校選択制度を導入しており、通学区域以外に通学区域に隣接している小学校・平野区内にある中学校から選択することも可能。
| 丁目         | 番                                                  | 小学校                 | 中学校               |
| ------------ | --------------------------------------------------- | ---------------------- | -------------------- |
| 平野東一丁目 | 9番8～17号                                          | 大阪市立加美南部小学校 | 大阪市立加美南中学校 |
| 平野東一丁目 | 1～8番 9番1～7号 9番18～22号                        | 大阪市立平野小学校     | 大阪市立平野北中学校 |
| 平野東二丁目 | 1～2番 3番1～12号 3番43～45号 5～11番               | 大阪市立平野小学校     | 大阪市立平野北中学校 |
| 平野東二丁目 | 3番13～42号                                         | 大阪市立平野南小学校   | 大阪市立摂陽中学校   |
| 平野東三丁目 | 全域                                                | 大阪市立平野南小学校   | 大阪市立摂陽中学校   |
| 平野東四丁目 | 4番17・33号（各一部） 4番18～32号 5～7番            | 大阪市立平野南小学校   | 大阪市立摂陽中学校   |
| 平野東四丁目 | 1～3番 4番1～16号 4番34～41号 4番17・33号（各一部） | 大阪市立平野小学校     | 大阪市立平野北中学校 |

## 事業所
2021年（令和3年）現在の経済センサス調査による事業所数と従業員数は以下の通りである。
| 丁目         | 事業所数  | 従業員数 |
| ------------ | --------- | -------- |
| 平野東一丁目 | 53事業所  | 346人    |
| 平野東二丁目 | 39事業所  | 242人    |
| 平野東三丁目 | 26事業所  | 184人    |
| 平野東四丁目 | 38事業所  | 518人    |
| 計           | 156事業所 | 1,290人  |

## 交通

### バス
2020年4月現在
- 大阪シティバス[15]
  - 1号系統：平野東二丁目 - 平野南口 - 平野公園前
  - 3号系統：平野南口 - 平野公園前
  - 9・19号系統：平野東一丁目
  - 30号系統：平野東二丁目
  - 73号系統：平野南口

### 道路
- 国道25号

## 施設
- 大阪市立平野図書館
- 平野警察署 平野公園交番
- 北陸銀行 平野支店[16]
- 成協信用組合 平野支店[17]
- 平野中央本通商店街
- 平野公園

## その他

### 日本郵便
- 〒547-0043[3]（集配局：平野郵便局[18]）